# Chrysoblastella
Chrysoblastella je  rod pravih mahovina smješten u vlastitu porodicu Chrysoblastellaceae, dio reda  Pseudoditrichales.
Jeddcina vrsta je C. chilensis sa južne hemisfere (Čile, Novi Zeland).